# Collarmele
Collarmele é uma comuna italiana da região dos Abruzos, província de Áquila, com cerca de 1 055 habitantes. Estende-se por uma área de 23 km², tendo uma densidade populacional de 46 hab/km². Faz fronteira com Aielli, Celano, Cerchio, Pescina, San Benedetto dei Marsi.

## Demografia
| Variação demográfica do município entre 1861 e 2011                               |
|                                                                                   |
| Fonte: Istituto Nazionale di Statistica (ISTAT) - Elaboração gráfica da Wikipedia |